# Marshallia grandiflora
Marshallia grandiflora là một loài thực vật có hoa trong họ Cúc. Loài này được Beadle & Boynt. mô tả khoa học đầu tiên năm 1901.